# ذلب معنق
ذلب معنق (الاسم العلمي:Sansevieria pedicellata) هو نوع من النباتات يتبع جنس الذلب من الفصيلة الهليونية.